# 京侯动车组列车
京侯动车组列车是中国铁路运行于首都北京市清河站至山西省临汾市代管侯马市侯马西站间的动车组列车，自2025年1月5日起开行，客运里程916公里，途经北京市、河北省、山西省二省一市，客运乘务由太原局集团太原客运段担任。其中清河站至侯马西站运行5小时44分，使用车次为D1035次；侯马西站至清河站运行6小时22分，使用车次为D1038次。

## 历史
2025年1月5日，全国铁路调图，因集大原高速铁路建成通车，侯马市首次开行始发的进京动车组列车，车次为D1035/1038次。

## 列车编组
本对列车使用配属太原局集团太原动车运用所的CRH5A。
| 车厢号 | 1           | 2-5         | 6                  | 7           | 8           |
| 车型   | ZY 一等座车 | ZE 二等座车 | ZEC 二等座车／餐车 | ZE 二等座车 | ZY 一等座车 |

## 车体交路
京侯动车组列车当前与京运动车组列车共用车体，具体交路为（数据日期：2025年1月5日）：
出库→太原南开D5339至侯马西→侯马西开D1038至清河→清河开D1037至运城北→运城北过夜→运城北开DJ7515至永济北→永济北开DJ7516至运城北→运城北开D1036至清河→清河开D1035至侯马西→侯马西开D5340至太原南→回库